# Фалоімітатор

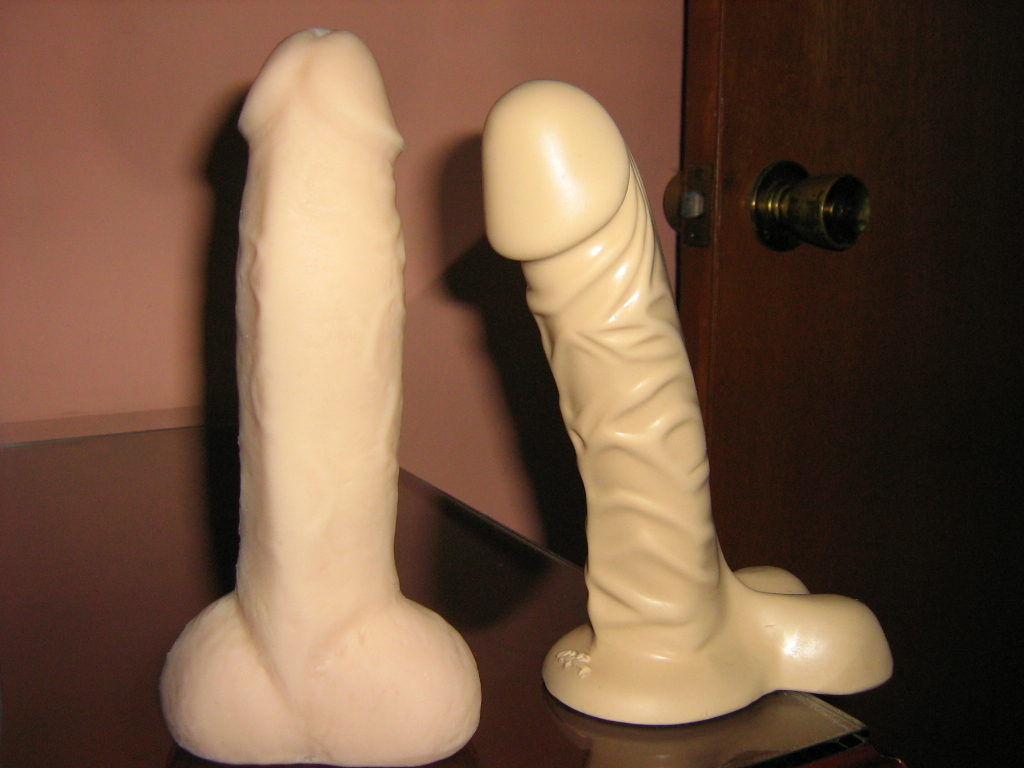
Фалоімітатори

Фалоіміта́тор, іноді ди́лдо, ді́лдо (англ. dildo) — секс-іграшка, що імітує ерегований пеніс і використовується у сексі з проникненням: вагінальному та анальному, як у сексі з партнеркою (партнером), так і для соло-практики мастурбації, в кіберсексі, стосунках на відстані. Не є протезом. Продається в секс-шопах.

## Матеріали
Фалоімітатори виготовляються з різних матеріалів: силікон, латекс, акрил, скло, камінь, дерево, метал, пластик. Це один з найпопулярніших силіконових виробів. Силікон не має запаху, його безпориста фактура та стійкість до температурної обробки запобігають ризику скупчування бактерій, що в сукупності робить силікон найбільш прийнятним матеріалом для використання в галузі секс-іграшок. Хоча для більш дорогих виробів часто застосовується латекс як вельми якісний імітатор людської плоті.

## Види
Зустрічаються різні думки про те, які сексуальні іграшки є фалоімітатором або ділдо, а які ні. Фалоімітатор у вузькому сенсі — це невібруюча модель ерегованого пеніса.

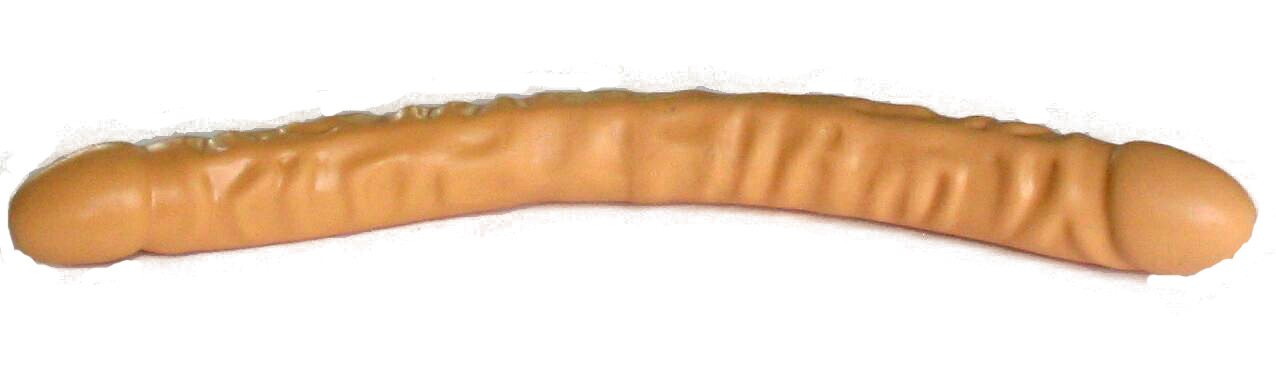
Даблділдо з латексу

- Вібратори у формі, близькій до пеніса, які можна застосувати для проникаючого сексу, також відносять до фалоімітаторів. Або ж, з іншого боку, вони є розширенням можливостей фалоімітатора з допомогою різних режимів вібрації (повнорозмірні вагінальні вібратори найчастіше достатньо великі, щоб вмістити мотор на кілька режимів та потужний елемент живлення).

- ДаблДілдо (англ. DoubleDildo) — подвійний/двосторонній гнучкий фалоімітатор, зазвичай використовується 2 партнерками чи партнерами, які одночасно за допомогою рухів взад-вперед стимулюють вагінальну, анальну або інші зони.

Медичні протези пеніса не є фалоімітатором, оскільки чоловіки використовують їх вимушено, через брак потенції, а не для розширення діапазону відчуттів. У цьому випадку застосовується термін фалопротез.

Різні види фалоімітаторів
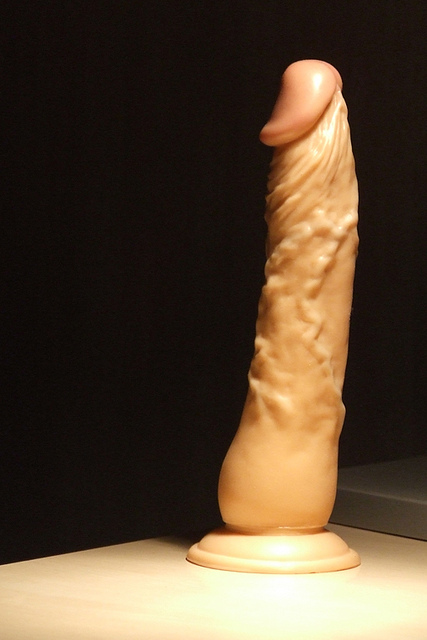
Реалістичний ділдо на присосці
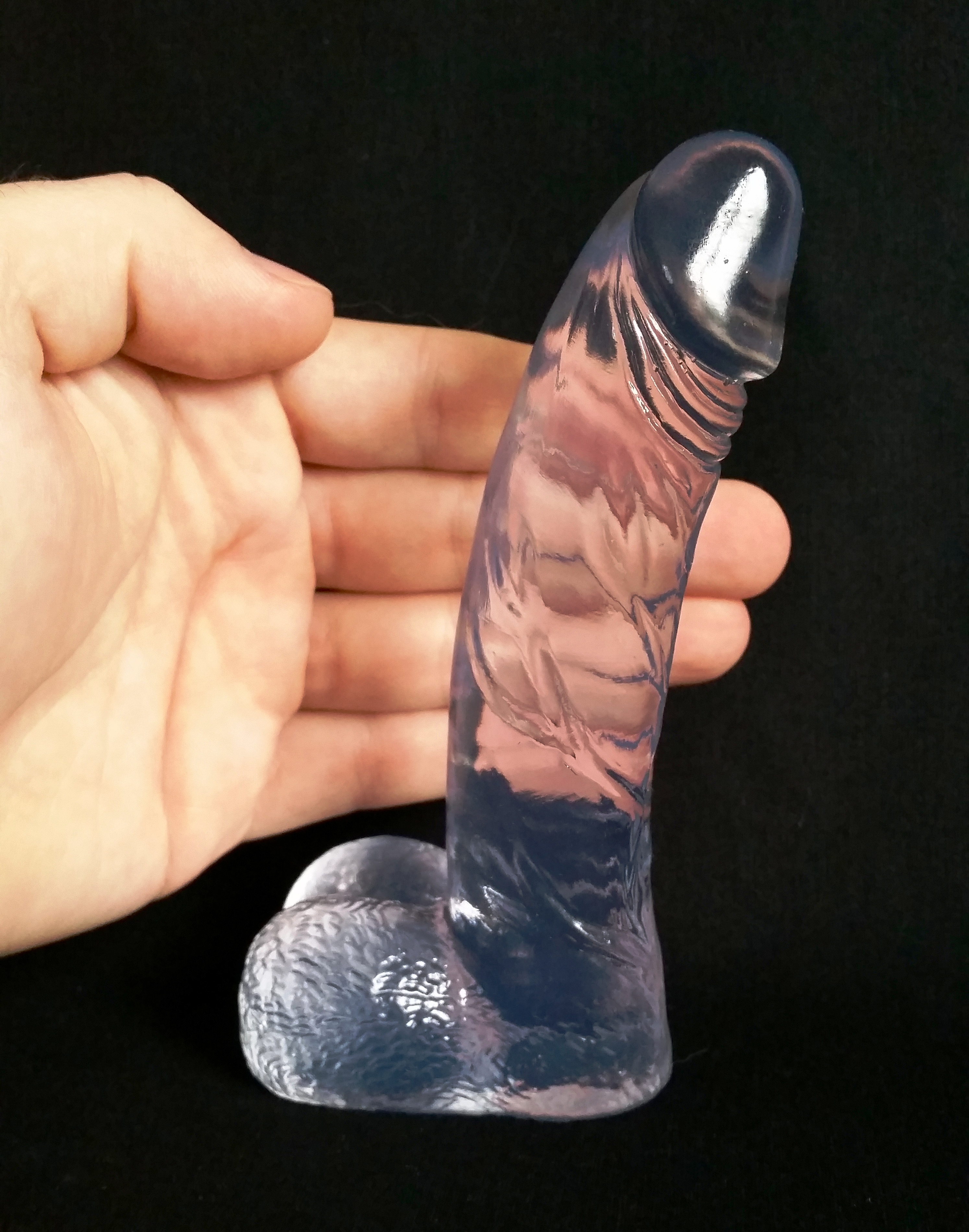
Желейний ділдо
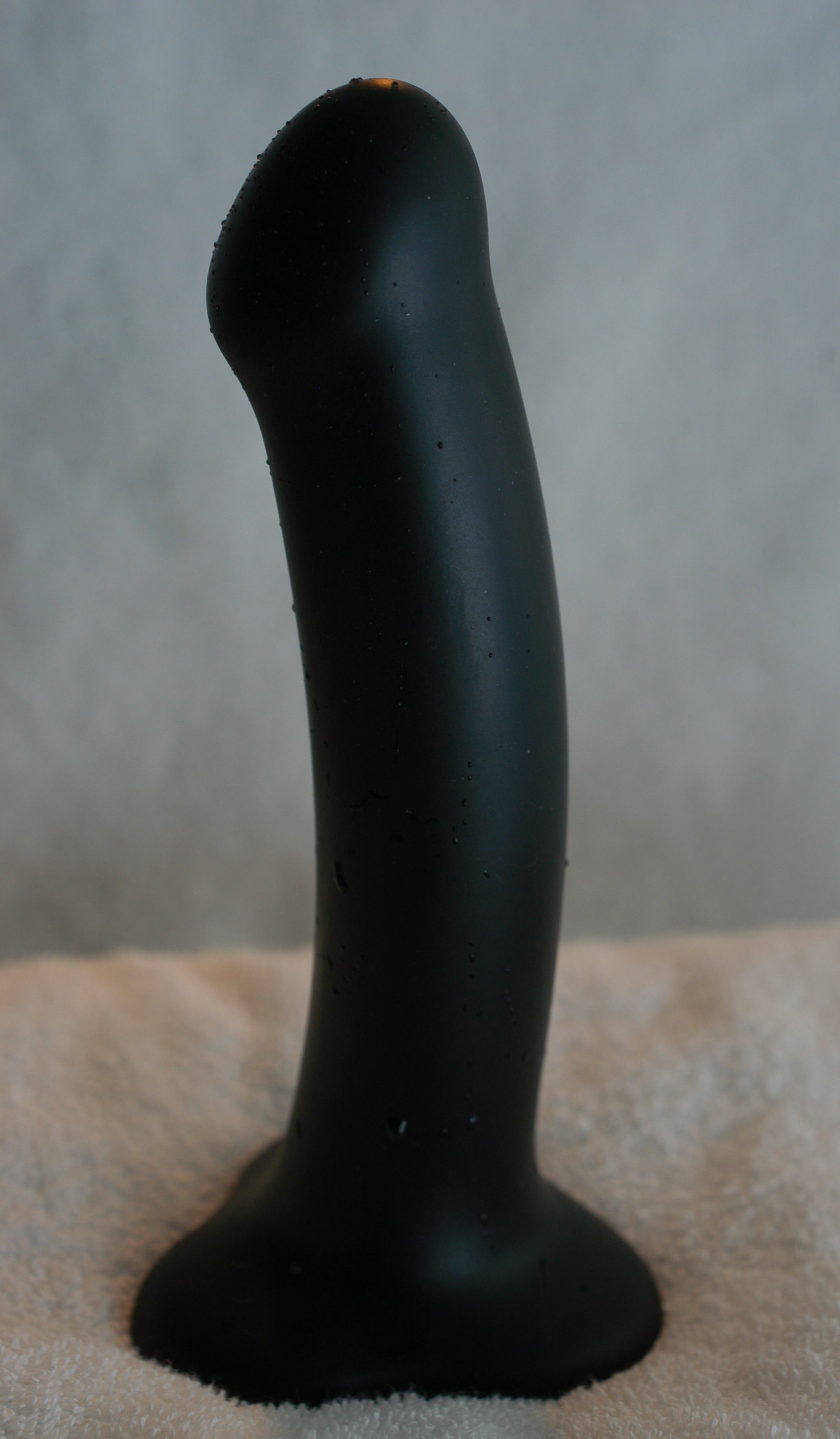
Силіконовий ділдо
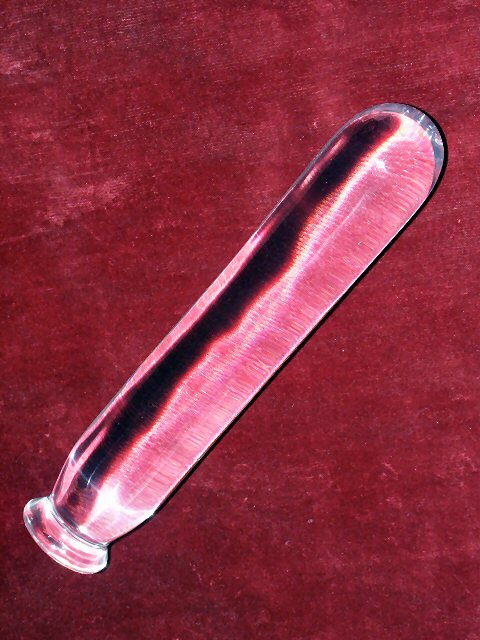
Акриловаий ділдо без вібрації
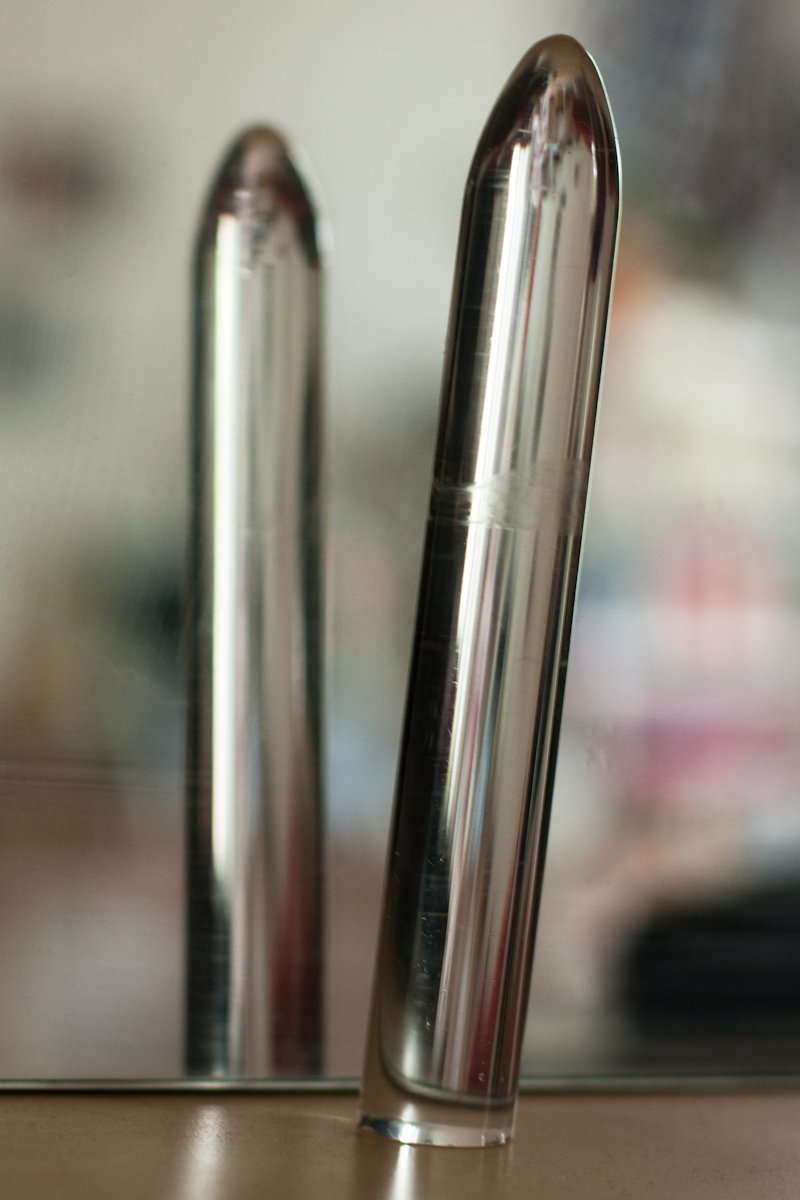
Металевий ділдо
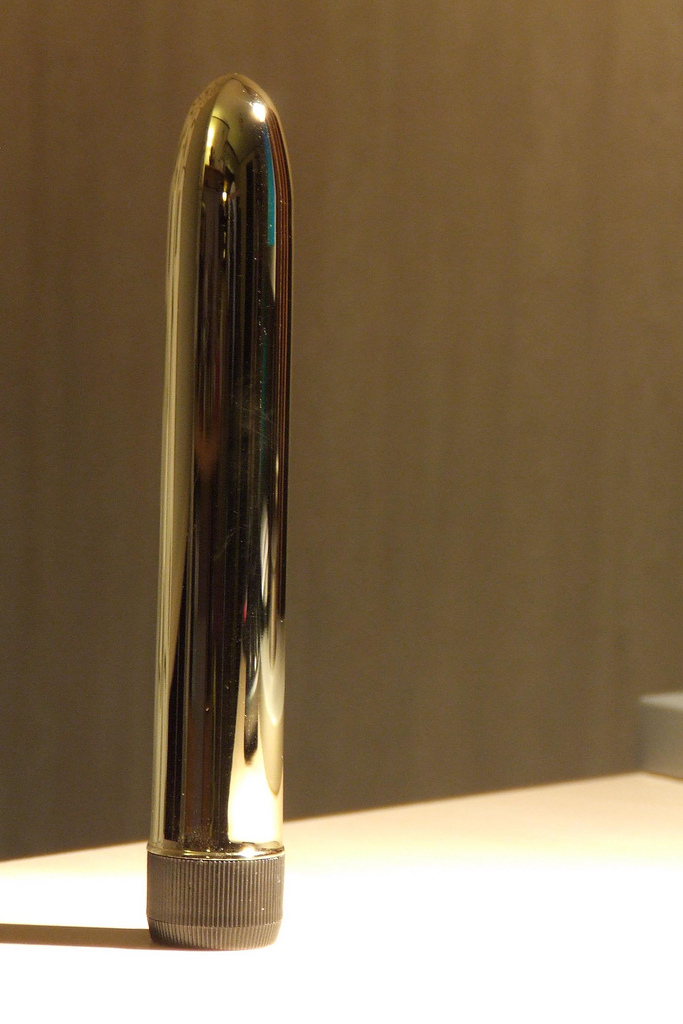
Фалоімітатор-вібратор з автономним живленням
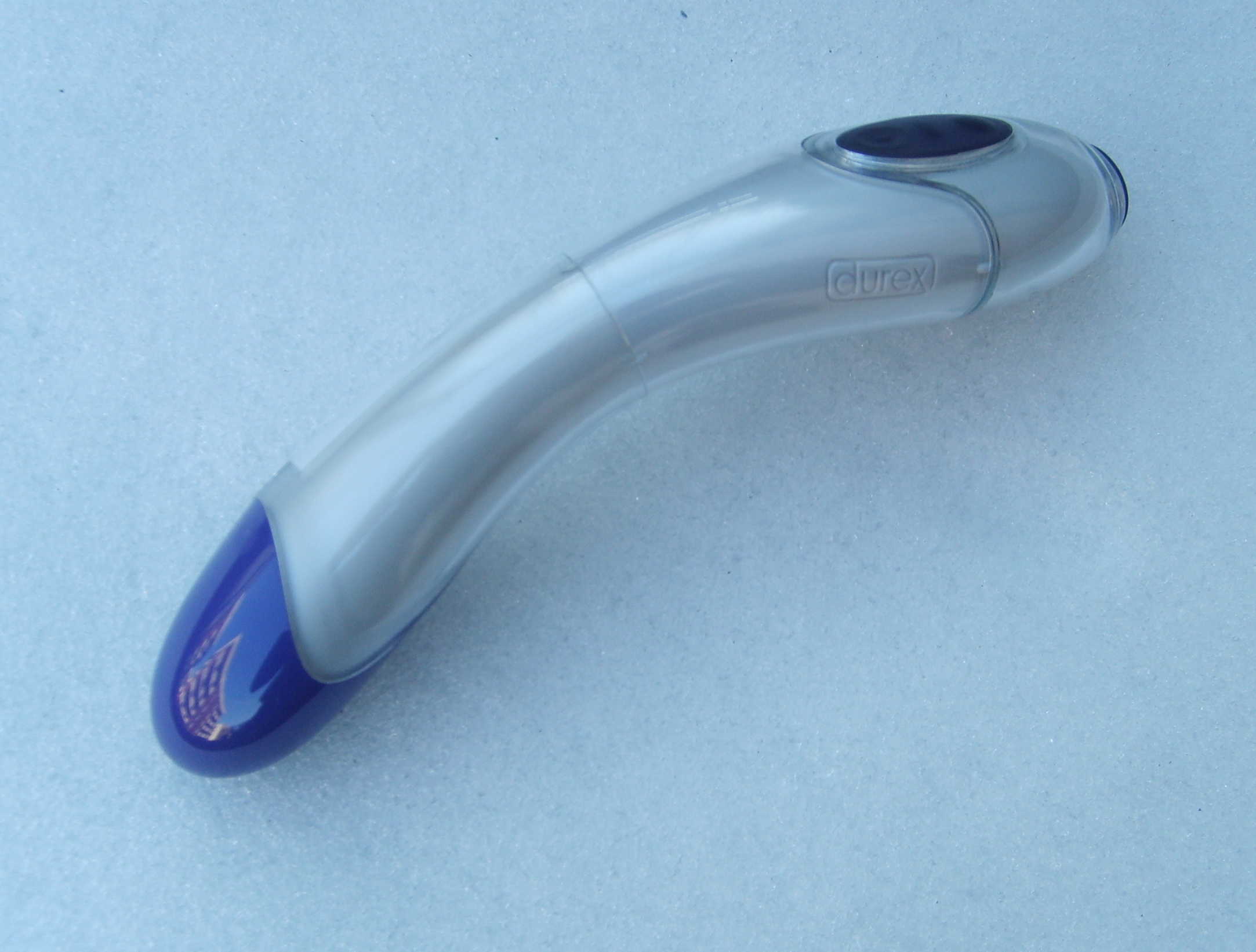
Вагінальний вібратор для стимуляції тіла клітора
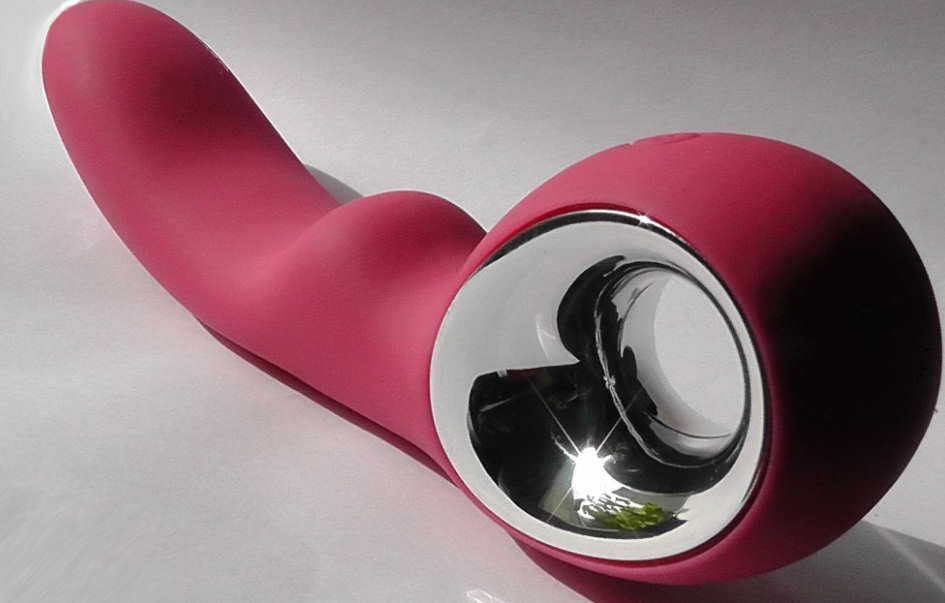
Вагінальний VIP вібратор зі стимуляцією клітора і ручкою
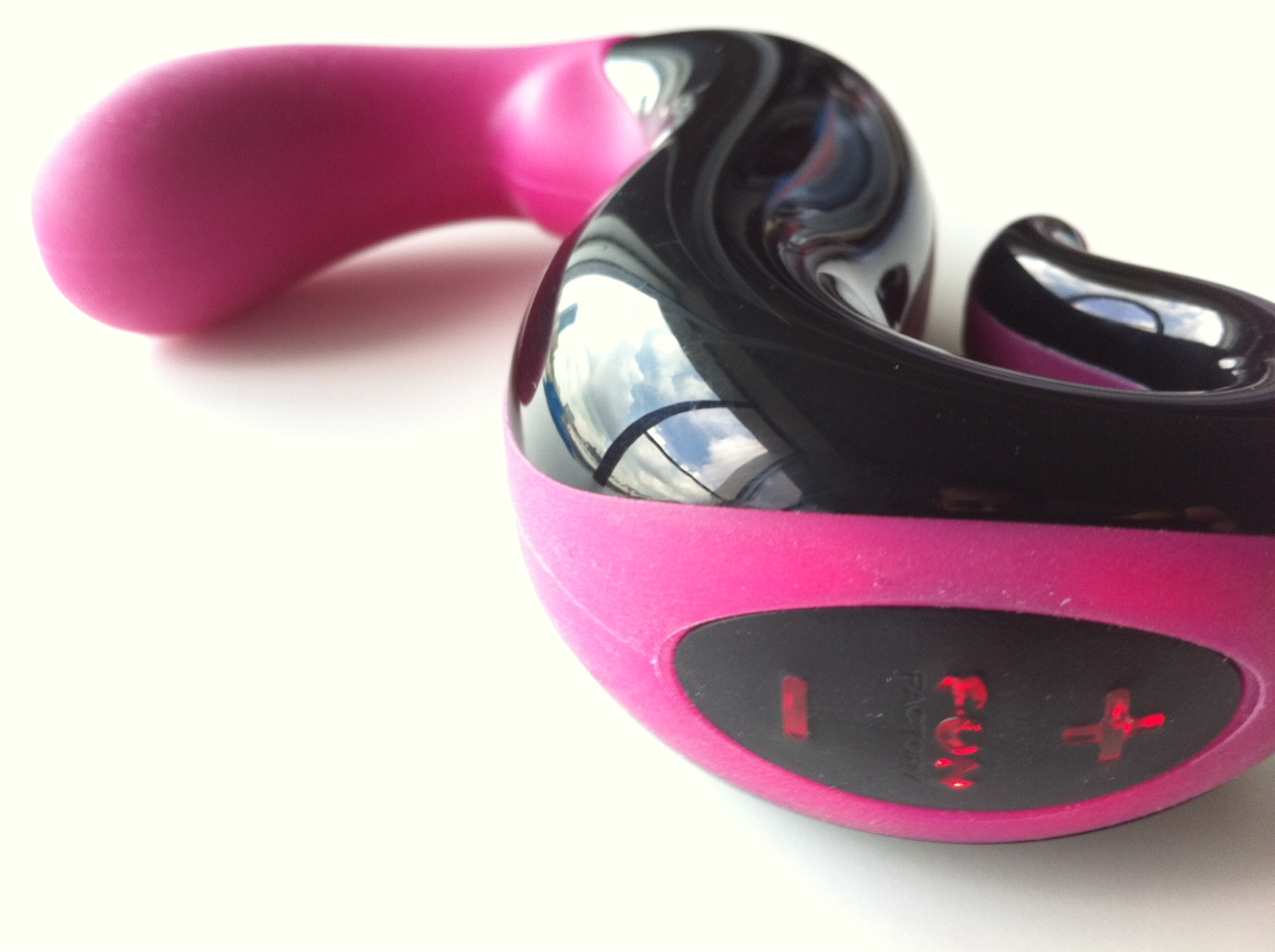
Потужний вагінальний вібратор